# Mun Tŏk-su
Mun Tŏk-su (* 8. Dezember 1928 in Haman, Kyŏngsangnam-do; † 13. März 2020) war ein südkoreanischer Lyriker.

## Leben
Mun Tŏk-su wurde am 8. Dezember 1928 in Haman, Provinz Süd-Kyŏngsang geboren. Er absolvierte die Hongik University, besuchte die Tsukuba University und erlangte seinen Ph.D. in Literatur an der Korea University. Er arbeitete für das Magazin Shidan und war aktiv in mehreren Schriftstellervereinigungen tätig. Er unterrichtete außerdem an der Jeju National University und der Hongik University, an der er auch als Vorsitzender der Lehrerbildungsanstalt fungierte.
Seine Künstlernamen sind Simsan (심산|心山) und Ch’ŏngt’ae (청태|靑笞). Sein literarisches Debüt hatte er 1955, als drei seiner Gedichte in der Zeitschrift Moderne Literatur (Hyŏndae munhak) veröffentlicht wurden. Seine Werke können je nach Entstehungszeit in drei Kategorien unterteilt werden.
In seinen frühen Werken beschreibt er den Aufbau und die Natur des menschlichen Geistes und der Kreativität in hemmungslos freien Assoziationen.
In den Werken der zweiten Kategorie kritisiert er stark die Aspekte von zeitgenössischer Zivilisierung, welche zur Ausuferung von Unmoral, Konformismus, Standardisierung, Simplifizierung und Absurditäten geführt hätten, was im Gegenzug wiederum eine allgemeine Dehumanisierung zur Folge habe.
In seinen späteren Werken der dritten Kategorie kombiniert er konservative Themen mit der Sorge um literarische Experimente, um eine originelle und effektive Kritik an der Zivilisierung, der Natur und den verknöcherten Formen von Poesie zu produzieren. Er stellt sich gegen Schwarz-Weiß-Logik, vor allem wenn er sich mit Literatur konfrontiert sieht. Seine Werke sind gekennzeichnet von Ruhelosigkeit und einem Drang nach Innovation.

## Arbeiten

### Koreanisch

#### Gedichtsammlungen
- 황홀 Ekstase (1956)
- 선.공간 Linien und Zwischenraum (1966)
- 영원한 꽃밭 Ewiges Blumenfeld (1976)
- 살아남은 우리들만이 다시 6월을 맞아 Nur wir, die überlebt haben, begrüßen wieder den Juni (1980)
- 다리 놓기 Die Füße hochlegen (1982)
- 문덕수 시선 Gedichte von Mun Tŏk-su (1983)
- 조금씩 줄이면서 Stück für Stück reduzierend (1985)
- 그대 말씀의 안개 Der Nebel deiner Worte (1986)
- 사라지는 것들과의 만남 Begegnung mit verschwundenen Dingen (1994)
- 금붕어와 문화 Goldfische und Kultur (1996)
- 빌딩에 관한 소문 Gerüchte über ein Gebäude (1997)
- 꽃잎세기 Blütenblätter zählen (2002)
- 우체부 Der Postmann (2009)

#### Essaysammlungen
- 현대문학의 모색 Die Abenddämmerung der modernen Literatur (1969)
- 현대한국시론 Diskussionen über die moderne Lyrik Koreas (1971)
- 한국모더니즘시연구 Forschungen zu den modernistischen Gedichten Koreas (1981)
- 현실과 휴머니즘 문학 Realität und humanistische Literatur (1985)

### Übersetzungen ins Englische
- The Anthology of modern Korean poetry, East West Publications (1986) ISBN 978-0856921629
- Drawing Lines: Selected Poems of Moon Dok-Su, Homa & Seka Books (2004) ISBN 978-1931907125

## Auszeichnungen
- 1985 – 펜문학상 (Pen Literaturpreis)
- 1978 – 현대시인상 (Preis des koreanischen Dichterverbandes)
- 1964 – 현대문학상 (Preis für moderne Literatur)